# Червоний Камінь

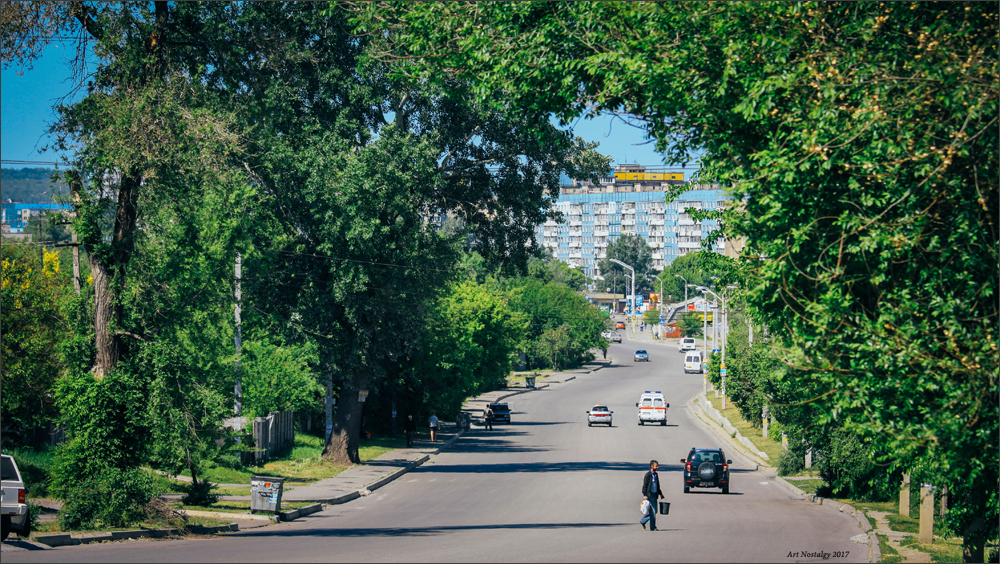
Проспект Свободи на ж/м Червоний камінь.

Червоний Камінь — житловий мікрорайон міста Дніпра в західній частині міста між ж/м Покровський та Нові Кодаки. Розташований на березі р. Дніпро. Адміністративно підпорядкований Новокодацькому району.
Будівництво житлового масиву розпочалось в середині 1970-х рр. і продовжується донині.
Характер забудови — багатоповерхові (9-16) будинки.

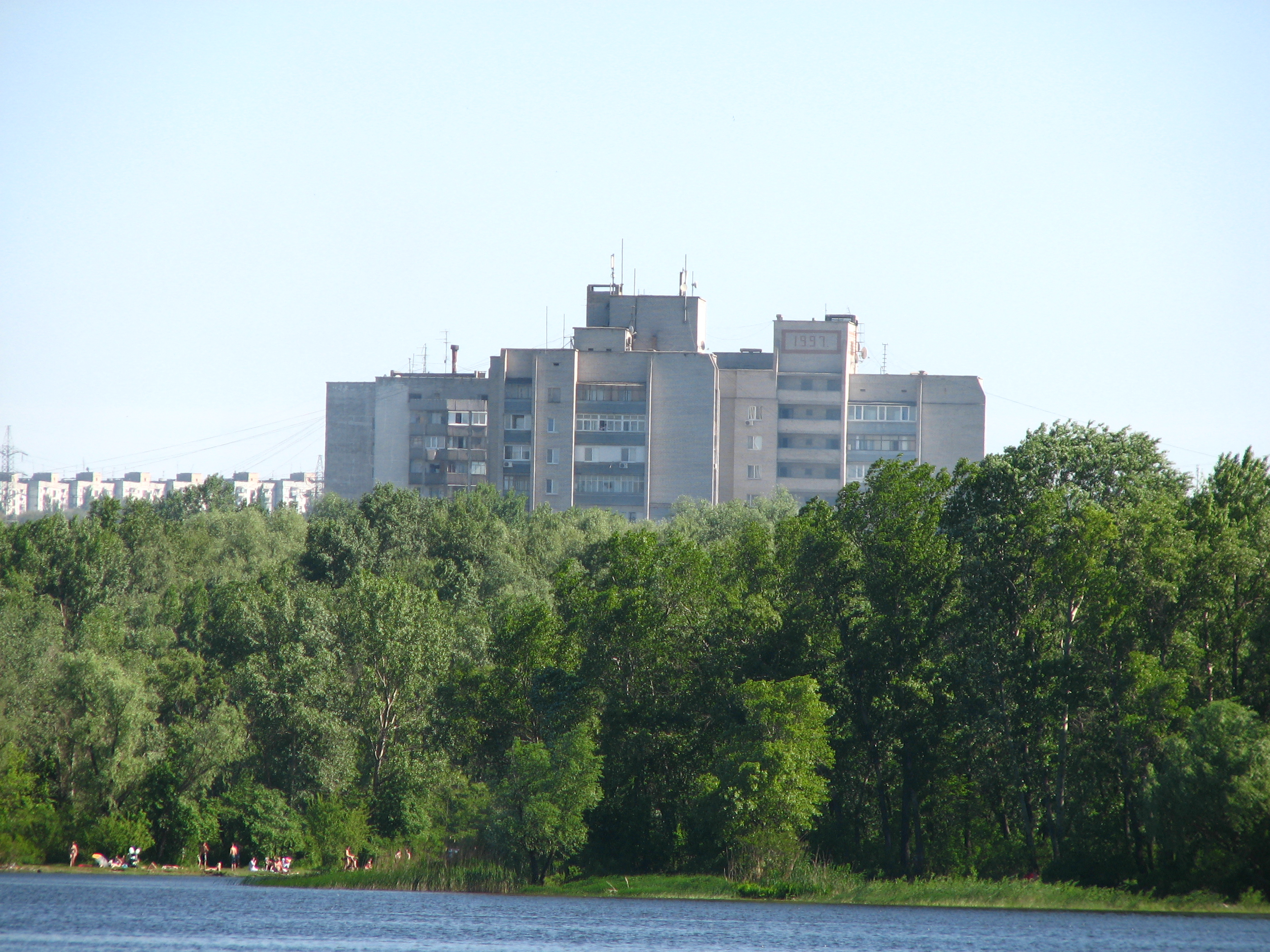
Багатоповерхівки на ж/м Червоному камні. Вигляд з річки Дніпро.

Східна частина району побудована на території західної околиці Нових Кодак (у межах нумерації проспекту Свободи); західна частина — на території Діївки, біля її давнього центру (приблизно перехрестя вулиць Юрія Кондратюка і Великої Діївської).
Наприкінці грудня 1995 року на вулиці Юрія Кондратюка, що розташована між житловими масивами Червоний Камінь та Покровський, була відкрита станція метро «Покровська» (на той момент — Комунарівська).

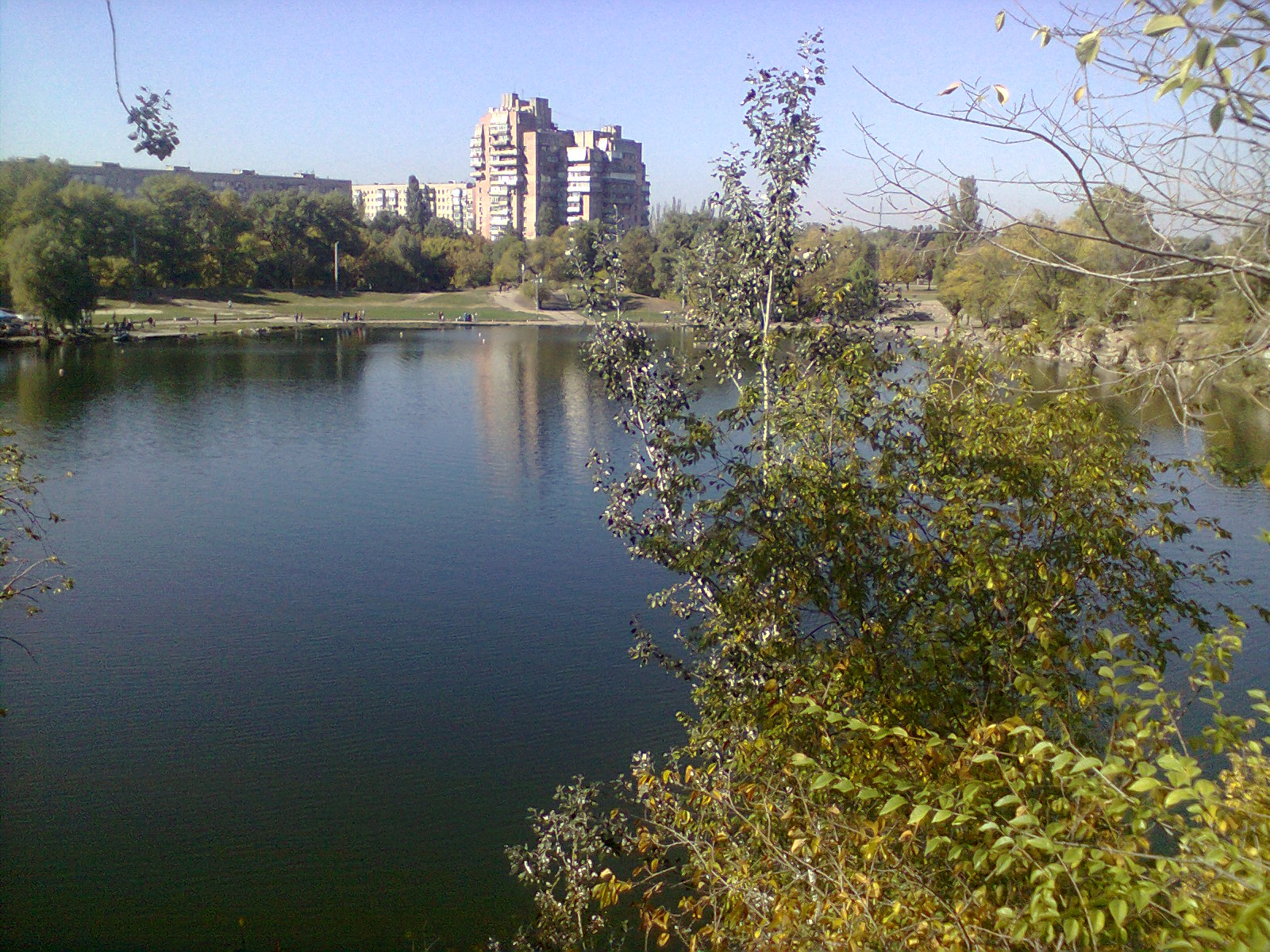
Кар'єр на ж/м Червоному камені, що дав назву житловому масиву.

Поруч з житловим мікрорайоном розташовані Новокодацький парк, Льодова арена та мальовниче озеро (колишній кар'єр). На північ від мікрорайону, за Заводською Набережною, розташовано вздовж річки Дніпро лісові плавні, болота, заплави, пляжі та човникові станції.

## Історія
Житловий масив виник між двома старовинними поселеннями — Діївка та Нові Кайдаки, заснованими ще в XVII—XVIII століттях. В районі традиційної одноповерхової забудови за два десятиліття зросли квартали багатоповерхівок, в яких отримували квартири в основному робітники прилеглих промислових підприємств.
Ця придніпровська територія була вільна від забудови. На початку 1970-х років на цьому місці були болота, заплави, гори промислових відвалів. Під житловий масив відвели територію в 250 гектарів. При цьому частину території довелося спеціально намивати. Для підготовки ділянки під забудову першої черги Червоного Каменя намили 900 тисяч кубометрів піску. Ці роботи проводив трест «Дніпроспецбуд», яким керував Борис Мільман — відомий будівельник дніпропетровської набережної. В районі майбутнього житлового масиву планувалося створити велику рекреаційну зону. Частина дніпровських плавнів повинна була перетворитися в розкішний гідропарк.
За інформацією у статті в газеті «Дніпровська правда» 1971 року: «9 січня. Біля парку імені Леніна над Дніпром закладається фундамент дев'ятиповерхового будинку. Скоро трест „Дніпрожитлобуд“ почне споруджувати будинок — первісток нового мікрорайону. Там, де раніше були Діївські плавні, зараз намивають пісок. Протягом 4-х кілометрів буде споруджено 420 тисяч квадратних метрів житла, школи, дитячі комбінати, магазини, їдальні».
Так було закладено великий житловий масив, який спочатку офіційно називався Діївський, а потім Петровський. Масив повинен був складатися з трьох районів, назви яких визначилися в тому ж 1971 році. Це Червоний Камінь, Комунар(сучасна Покровська) та Парус. «Первістком» став Червоний Камінь.

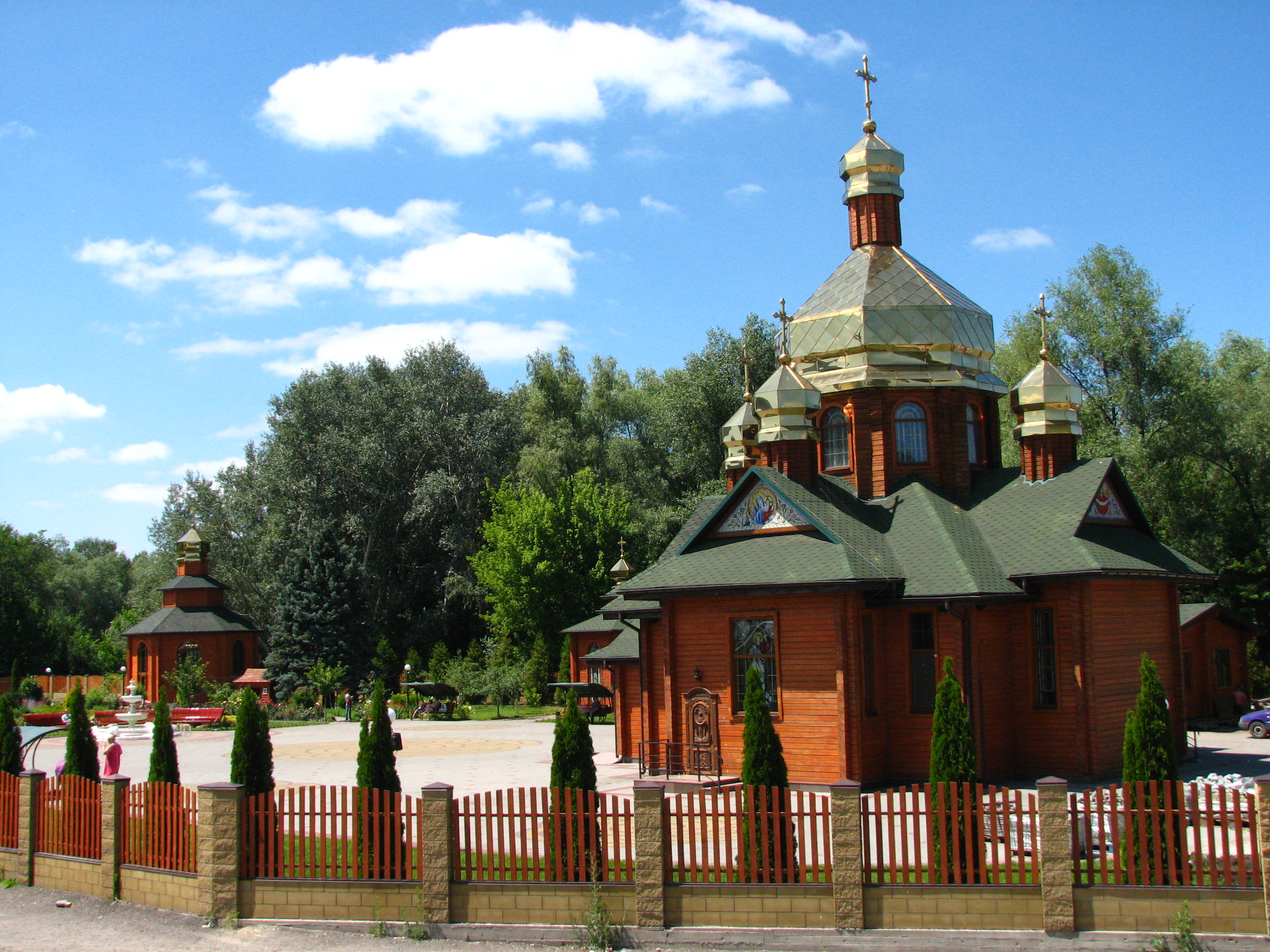
Церква біля ж/м Червоний камінь.

Всю першу половину 1971 року на території майбутнього житлового масиву вже кипіла робота — почали готувати майданчики під фундаменти багатоповерхівок. Для проєктування житлового масиву були залучені кращі в Дніпропетровську архітектурні сили. Головним архітектором проєкту був видатний архітектор Євген Яшунський — автор концепції забудови центру міста («Корона хмарочосів», ідея «Брами»), співавтор проєкту масиву Перемога, реконструкції парку імені Т. Г. Шевченка на початку 1970-х років. Його співавтори — архітектори Матвій Зарайський, Оскар Хавкін, Олег Чмона, Микола Луценко та інші.
На жаль, масив не став архітектурним шедевром. Особливо знакових об'єктів тут не було. У 1974 році тут звели 16-поверховий будинок з монолітного залізобетону методом ковзної опалубки. Це був другий такий будинок в Дніпропетровську (перший звели роком раніше на вулиці Будівельників). Трохи пізніше на масиві звели другу 16-поверхівку. Автор проєкту висоток — архітектор Олег Чмона.
Ім'я житлового масиву «Червоний Камінь» походить від колишнього кар'єру, де колись видобували червоний граніт.
З будівництвом житлового масиву навколо кар'єра виник сад «Червоний Камінь» — візитна картка району. Сад площею 8 гектарів був закінчений в 1976 р., до 200-річного ювілею Дніпропетровська. На місці кар'єру з'явилося красиве штучне озеро, заповнене джерельними водами. Його діаметр — близько 200 метрів, глибина — від 6 до 20 метрів, площа водного дзеркала — 2,5 гектарів. Тут побудували амфітеатр на 1500 місць. Центральний елемент саду — фонтан «Ювілейний». У ньому 200 струменів (по числу років з ювілею міста), а головний струмінь піднімається на 30 метрів. Автори проєкту — Євген Яшунський та Леонід Халявський.
«Можна без перебільшення стверджувати, що населення Діївського масиву буде жити на курорті», — писали автори книги «Дніпропетровськ сьогодні та завтра» в 1973 році.

## Вулиці
Найбільшими вулицями є:
- Заводська Набережна;
- проспект Свободи;
- вулиця Юрія Кондраюка (колишня Комунарівська);
- Велика Діївська вулиця (колишня Братів Трофимових);
- Шодуарівська вулиця;
- вулиця Коробова;
- вулиця Панаса Мирного;
- вулиця Савкіна;
- Рубіновий бульвар.

## Будівлі
- № 3 — філія № 4 Дніпровської міської бібліотеки[3][4]

## Транспорт
- Тролейбусна лінія по Набережній Заводській працює з 1973 року. Призупинення роботи тролейбусної лінії було в 2007 році, відновлення її роботи відбулося у 2017 році. Курсують тролейбуси маршруту № 2 (до 2007 р. — № 13), що прямують за маршрутом: вул. Королеви Єлизавети II  — ж/м "Парус-2" — вул. Королеви Єлизавети II
- Дніпровський метрополітен працює з 1995 року. На ж/м знаходиться станція метро Покровська (до 2016 р. — «Комунарівська»).
- Автобуси великої та малої міскості рухаються в основному по вул. Набережній Заводській до ж/м Парус та до центральної частини міста та інших його масивів.

## Освіта
школи:
- Середня загальноосвітня школа № 96 — вулиця Коробова, 3
- Середня загальноосвітня школа № 143 — вулиця Коробова, 3-д

дошкільні заклади:
- Дошкільний навчальний заклад (ясла-садок) № 96 «Теремок» — вулиця Юрія Кондратюка, 9
- Дошкільний навчальний заклад (ясла-садок) № 299 «Калинка» -вулиця Коробова, 10
- Дошкільний навчальний заклад (ясла- садок) № 316 комбінованого типу — вулиця Коробова, 26